# Zvyšovač napětí
Zvyšovač napětí nebo také zvyšovací pulsní měnič (anglicky step-up convertor, případně boost convertor) je základní zapojení stejnosměrného měniče pro zvyšování napětí (až na dvojnásobek).

## Popis

### Schéma zapojení

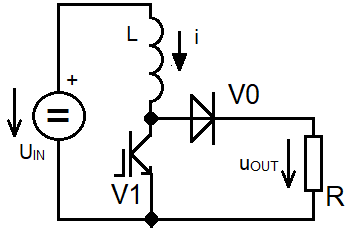
Schéma zvyšovacího měniče

Obvod je tvořen jedním řízeným polovodičovým prvkem (tranzistor V1), jedním neřízeným polovodičovým prvkem (dioda V0), jedním akumulačním prvkem (indukčnost L) a zátěží (rezistor R), k níž bývá ještě paralelně doplňován filtrační kondenzátor (kapacita C) Zejména v případě menších měničů, které napájejí čistě ohmickou zátěž, je jejích součástí tlumivka, ale například při napájení DC motoru plní funkci indukčnosti jeho vinutí.

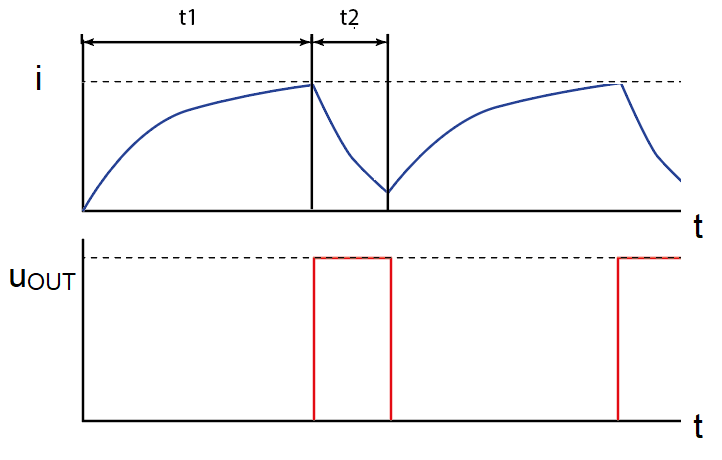
Grafy popisující proud i a výstupní napětí u_{OUT}

### Funkce
Jedná se o pulzní měnič, který je řízen délkou pulzů, tedy délkou sepnutí spínané součástky. Nezbytným prvkem je indukčnost, v níž se akumuluje energie a která přispívá k vyhlazení proudu. Měnič v provozu pulzuje mezi dvěma stavy:
- 1) {\displaystyle t\in (0;t_{1})}

Tranzistor {\displaystyle V1} je sepnutý, proud protéká přes cívku, která se chová jako spotřebič (akumuluje energii do magnetického pole, proud narůstá). Dioda {\displaystyle V0} je rozepnutá, na výstupu tak je {\displaystyle u_{OUT}=0}
- 2) {\displaystyle t\in (t_{1};t_{2})}

Tranzistor {\displaystyle V1} vypne, cívka přejde do režimu zdroje (vrací energii do obvodu, proud klesá), napětí se sčítá se zdrojem. Proud do spotřebiče protéká přes diodu {\displaystyle V0}, na výstupu tak je {\displaystyle u_{OUT}=U_{MAX}}
Při zjednodušení tak můžeme říci, že výstupní napětí má tvar obdélníkových pulzů, kde střední hodnota je zhruba rovna vstupnímu napětí. Řízením spínání můžeme zvyšovat maximální hodnotu tohoto napětí:
{\displaystyle U_{MAX}=U_{IN}\cdot {\frac {t_{1}+t_{2}}{t_{2}}}={\frac {U_{IN}}{D}}},
kde D je střída řídícího signálu.
Pokud bychom dále na výstup umístili kondenzátor a uvažovali bych ideální podmínky ({\displaystyle L\rightarrow \infty } a {\displaystyle C\rightarrow \infty }), pak by bylo výstupní napětí stabilizované na konstantní hodnotě rovné maximální hodnotě výstupního pulzního napětí.